# La preda (film 1939)
La preda (The Lone Wolf Spy Hunt) è un film del 1939, diretto da Peter Godfrey.